# Repatriación de cosacos después de la Segunda Guerra Mundial
La Repatriación de los cosacos ocurrió cuando los cosacos, rusos y ucranianos étnicos que estaban en contra de la Unión Soviética fueron entregados por las fuerzas británicas a la URSS después de la Segunda Guerra Mundial. 
Las repatriaciones fueron acordadas en la Conferencia de Yalta; Stalin afirmó que las personas repatriadas eran ciudadanos soviéticos a partir de 1939, aunque muchos de ellos habían abandonado Rusia antes o poco después del final de la Guerra Civil Rusa o habían nacido en el extranjero. La mayoría de esos cosacos y rusos lucharon contra los aliados, específicamente los soviéticos, al servicio de las potencias del Eje, específicamente Alemania, sin embargo, las repatriaciones también incluyeron civiles no combatientes.
El general Poliakov y el coronel Chereshneff se refirieron a ella como la "Masacre de cosacos en Lienz".

## Antecedentes
Durante la Guerra Civil Rusa, miles de rusos integrantes del Ejército Voluntario y el Movimiento Blanco lucharon contra el Ejército Rojo Bolchevique. Los anfitriones cosacos (de los cuales había 11 al comienzo de la Primera Guerra Mundial) compusieron gran parte del Movimiento Blanco, y también lo fueron la fuerza contrarrevolucionaria más fuerte contra el gobierno bolchevique. Durante la Guerra Civil, León Trotski impuso la descosacización de los cosacos, lo que llevó a muchos, especialmente a los cosacos de Don y los cosacos de Kuban, a escapar de Rusia por los Balcanes, donde establecieron la Unión Militar Rusa, los ROVS.
Los cosacos que permanecieron en Rusia soportaron más de una década de represión continua, por ejemplo, la división de las tierras de los anfitriones de Terek, Ural y Semirechye, la asimilación cultural forzada y la represión de la Iglesia Ortodoxa Rusa, la deportación y, en última instancia, la Hambruna soviética de 1932-1933. Las represiones cesaron y algunos privilegios fueron restaurados después de la publicación de El Don Apacible (1934) por Mikhail Sholokhov.

## La Segunda Guerra Mundial
El 22 de junio de 1941 cuando Alemania atacó a la URSS. La Unión Soviética ya había formado parte de la Segunda Guerra Mundial con su ocupación del este de Polonia, su ataque a Finlandia y su ocupación de Lituania, Estonia y Letonia. Durante el ataque, algunos ROVS, especialmente los generales emigrantes cosacos Piotr Krasnov y Andréi Shkuró, pidieron permiso al ministro de propaganda Joseph Goebbels para luchar junto al Tercer Reich contra la Rusia comunista. Goebbels dio la bienvenida a esta idea, y en 1942 el general Krasnov y el general Shkuró habían reunido una fuerza cosaca, principalmente  de prisioneros de guerra del Ejército Rojo capturados por la Wehrmacht, que estaría bajo el mando del general Helmuth von Pannwitz.
La Wehrmacht reconoció a los cosacos como unidades militares con sus propios uniformes e insignias; La 1.ª División de cosacos se estableció al año siguiente. Aunque las unidades cosacas se formaron para luchar contra los comunistas en Rusia, para cuando se formaron, el Ejército Rojo ya había recapturado la mayor parte del territorio ocupado por los alemanes, por lo que se desplegaron en los Balcanes para luchar contra los partisanos yugoslavos comunistas comandados por Josip Broz Tito y hacia el norte de Italia, "donde su brutalidad era notoria". Al final de la guerra, las unidades cosacas habían quedado bajo el mando de las Waffen-SS.

## Conferencias de Yalta y Teherán

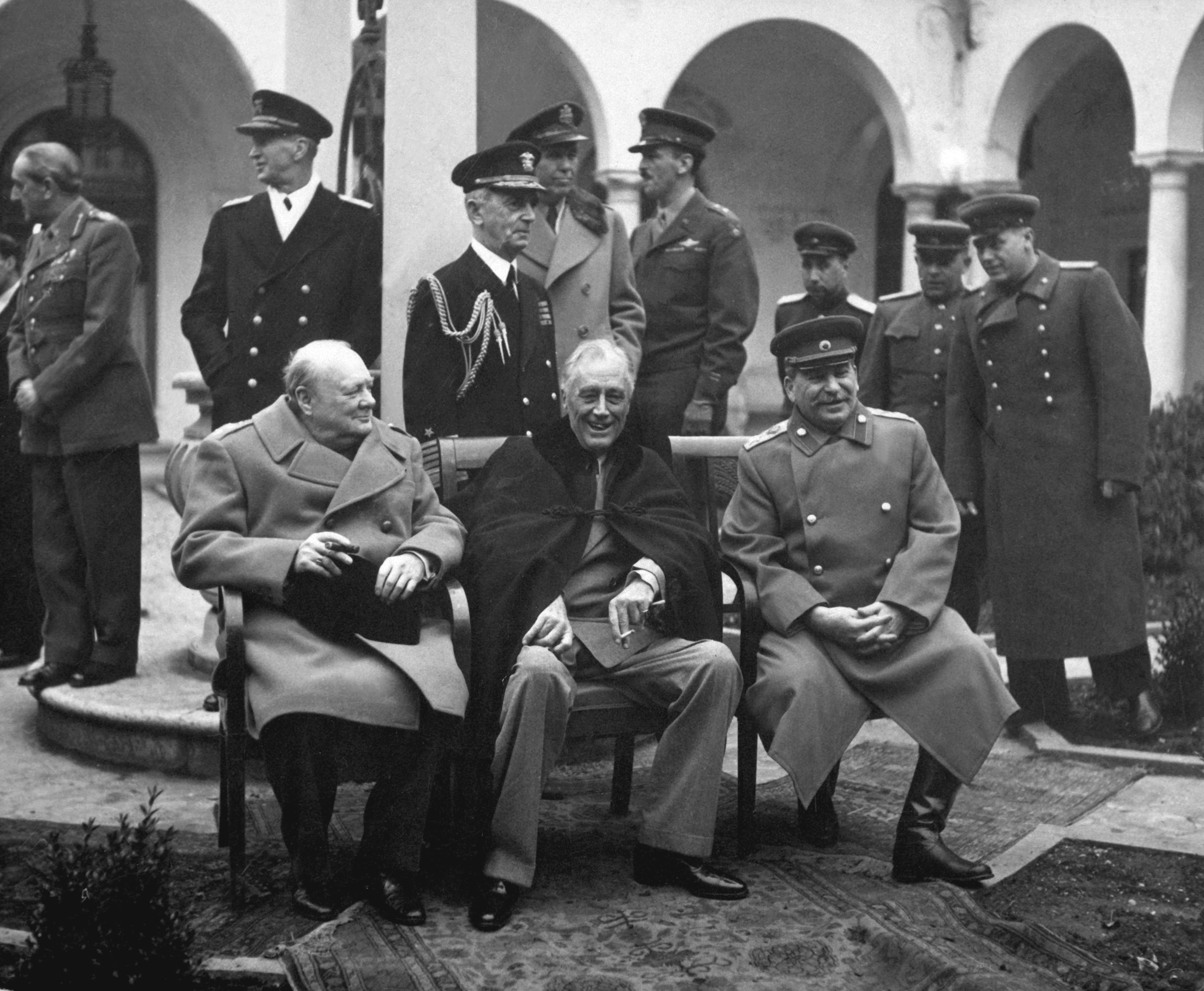
Los Tres grandes: Churchill, Roosevelt y Stalin en la conferencia de Yalta.

Los acuerdos de las Conferencias de Yalta y Teherán, firmados por el presidente estadounidense Franklin D. Roosevelt, el primer ministro soviético Iósif Stalin y el primer ministro británico Winston Churchill, determinaron el destino de los cosacos que no lucharon por la URSS, porque muchos eran prisioneros de guerra de los alemanes. Stalin obtuvo un acuerdo aliado para la repatriación de todos los llamados ciudadanos "soviéticos" prisioneros porque los líderes aliados temían que los soviéticos pudieran retrasar o rechazar la repatriación de los prisioneros de guerra aliados que el Ejército Rojo había liberado de los campos de prisioneros de guerra alemanes.
Aunque el acuerdo para la deportación de todos los ciudadanos "soviéticos" no incluía a los emigrantes rusos blancos que habían huido durante la Revolución Bolchevique antes del establecimiento de la URSS, se exigió a todos los prisioneros de guerra cosacos. Después de Yalta, Churchill cuestionó a Stalin y preguntó: "¿Los cosacos y otras minorías lucharon contra nosotros?" Stalin respondió: "Lucharon con ferocidad, por no decir salvajismo, por los alemanes".
En 1944, el general Krasnov y otros líderes cosacos habían persuadido a Hitler para que permitiera a las tropas cosacas, así como a los civiles y no cosacos no combatientes, establecerse permanentemente en la escasamente poblada Carnia, en los Alpes. Los cosacos se mudaron allí y establecieron guarniciones y asentamientos, requisando casas desalojando a los habitantes, con varios stanitsas y puestos, su administración, iglesias, escuelas y unidades militares. Allí, lucharon contra los partisanos y persiguieron a la población local, cometiendo numerosas atrocidades. Ni un solo crimen de guerra fue atribuido a los cosacos por estas medidas, que consistieron en sacar a los habitantes italianos del área de sus hogares y tomar medidas severas para no permitir que los partidarios de las colinas "pasen vivos" en el área, lo que llevó a los italianos al uso del epíteto "Cosacos bárbaros".
Cuando los aliados progresaron desde el centro de Italia hasta los Alpes italianos, los partidarios italianos bajo el mando del general Contini ordenaron a los cosacos que abandonaran Carnia y se dirigieran al norte hacia Austria. Allí, cerca de Lienz, el ejército británico internó a los cosacos en un campamento establecido rápidamente. Durante unos días los británicos los alimentaron; mientras tanto, las unidades de avance del Ejército Rojo se acercaron a unas pocas millas al este, avanzando rápidamente para encontrarse con los Aliados. El 28 de mayo de 1945, los británicos transportaron a 2.046 oficiales y generales cosacos desarmados, incluidos los generales de caballería Piotr Krasnov y Andréi Shkuró, a una ciudad cercana controlada por el Ejército Rojo y los entregaron al comandante general del Ejército Rojo, que ordenó que fueran juzgados por traición. Muchos líderes cosacos nunca habían sido ciudadanos de la Unión Soviética, habiendo huido de la Rusia revolucionaria en 1920; Por eso creían que no podían ser culpables de traición. Algunos fueron ejecutados de inmediato. Los oficiales de alto rango fueron juzgados en Moscú y luego ejecutados. El 17 de enero de 1947, Krasnov y Shkuro fueron ahorcados en una plaza pública. El general Helmuth von Pannwitz, de la Wehrmacht, que jugó un papel decisivo en la formación y el liderazgo de los cosacos tomados de los campos de prisioneros de guerra nazis para luchar contra la URSS, decidió compartir la repatriación soviética de los cosacos y fue ejecutado por crímenes de guerra, junto con cinco generales cosacos. y atamanes en Moscú en 1947.
El 1 de junio de 1945, los británicos colocaron 32.000 cosacos (con sus mujeres y niños) en trenes y camiones y los entregaron al Ejército Rojo para su repatriación a la URSS; repatriaciones similares ocurrieron ese año en las zonas de ocupación estadounidenses en Austria y Alemania. La mayoría de los cosacos fueron enviados a los gulags en el extremo norte de Rusia y Siberia, y muchos murieron; algunos, sin embargo, escaparon y otros vivieron hasta la amnistía de Nikita Jrushchov en el curso de sus políticas de desestalinización (véase más abajo). En total, unos dos millones de personas fueron repatriadas a la URSS al final de la Segunda Guerra Mundial.

## Lienz
El 28 de mayo de 1945, el ejército británico llegó al campamento Peggetz, en Lienz, donde había 2.479 cosacos, incluidos 2.201 oficiales y soldados. Fueron a invitar a los cosacos a una conferencia importante con funcionarios británicos, informándoles que regresarían a Lienz a las 6:00 de la tarde; algunos cosacos estaban preocupados, pero los británicos les aseguraron que todo estaba en orden. Un oficial británico le dijo a los cosacos: "Les aseguro, en mi palabra de honor como oficial británico, que van a asistir a una conferencia".  Para entonces, las relaciones entre británicos y cosacos eran amistosas en la medida en que muchos de ambos lados habían desarrollado sentimientos por el otro. La repatriación de los cosacos de Lienz fue excepcional, porque los cosacos resistieron con fuerza su repatriación británica a la URSS; un cosaco señaló: "El NKVD o la Gestapo nos habrían matado con porras, los británicos lo hicieron con su palabra de honor". Julius Epstein describe la escena así: 

Los británicos transportaron a los cosacos a una prisión donde los soviéticos asumieron su custodia. En la ciudad de Tristach, Austria, hay un monumento conmemorativo que conmemora al general von Pannwitz y a los soldados del XV Cuerpo de Caballería Cosaco de las SS que murieron en acción o murieron como prisioneros de guerra.

## Otras repatriaciones

### Judenburg, Austria
Del 1 al 2 de junio, 18-000 cosacos fueron entregados a los soviéticos cerca de la ciudad de Judenburg, Austria; De los detenidos, unos diez oficiales y 50-60 cosacos escaparon del cordón de los guardias con granadas de mano y se escondieron en un bosque cercano.

### Cerca de Graz, Austria
Los cosacos rusos del XV Cuerpo de Caballería cosaco de las SS, estacionados en Yugoslavia desde 1943, formaban parte de la columna con destino a Austria que tomaría parte en las repatriaciones de Bleiburg, y se estima que se cuentan por miles. Nikolai Tolstoy cita un telegrama del general Alexander, enviado a los Jefes de Estado Mayor Combinados, señalando "50.000 cosacos, incluyendo 11.000 mujeres, niños y ancianos". En un lugar cerca de Graz, las fuerzas británicas repatriaron alrededor de 40.000 cosacos a SMERSH.

### Fort Dix, Nueva Jersey, Estados Unidos
Aunque las repatriaciones ocurrieron principalmente en Europa, 154 personas fueron repatriadas a la URSS desde Fort Dix, Nueva Jersey, en los Estados Unidos; tres se suicidaron en los Estados Unidos y siete resultaron heridos. Epstein afirma que los prisioneros resistieron considerablemente:

### Marsella, Francia
Los cosacos fueron incluidos en los cientos que fueron repatriados a la Unión Soviética desde Marsella en 1946.

### Rimini y Bolonia, Italia
Varios cientos de cosacos fueron repatriados a la Unión Soviética desde campos cercanos a Venecia en 1947. Unos 100 cosacos perecieron en resistencia a las repatriaciones forzosas en Rimini y Bolonia.

### Liverpool, Inglaterra
Miles de rusos, muchos de ellos cosacos, fueron transportados en el apogeo de las hostilidades armadas en 1944 a Murmansk en una operación que también llevó al hundimiento del acorazado alemán Tirpitz.

## Consecuencias
Los oficiales cosacos, más conscientes políticamente que los hombres alistados, esperaban que la repatriación a la URSS fuera su destino final. Creían que los británicos habrían simpatizado con su anticomunismo, pero no sabían que su destino había sido decidido en la Conferencia de Yalta. Al descubrir que serían repatriados, muchos escaparon, algunos probablemente ayudados por sus captores aliados; algunos resistieron pasivamente y otros se suicidaron. 
De los cosacos que escaparon de la repatriación, muchos se escondieron en los bosques y laderas de las montañas, algunos fueron escondidos por la población local alemana, pero la mayoría se escondió en diferentes identidades como ucranianos, letones, polacos, yugoslavos, turcos, armenios y etíopes. Finalmente fueron admitidos en campamentos de personas desplazadas bajo nombres y nacionalidades supuestos; muchos emigraron a los Estados Unidos según la Ley de Personas Desplazadas. Otros fueron a cualquier país que los admitiera (por ejemplo, Alemania, Austria, Francia e Italia). La mayoría de los cosacos escondieron su verdadera identidad nacional hasta la disolución de la URSS a fines de 1991.  

### Amnistía
Después de la muerte de Stalin en 1953, el 27 de marzo de 1953 se concedió una amnistía parcial para algunos reclusos en campos de trabajo forzado con el fin del sistema de Gulags, y luego se extendió el 17 de septiembre de 1955. Se omitieron algunos delitos políticos específicos de la amnistía: personas condenadas en virtud de la Sección 58.1 (c) del Código Penal, que estipula que en el caso de que un militar escape de Rusia, cada miembro adulto de su familia que instó a la fuga o que sabía de ella estaría sujeto a prisión de cinco a diez años; todo dependiente que no supiera de la fuga estaría sujeto al exilio siberiano de cinco años.

## Legado

### En literatura
El evento fue documentado en publicaciones como El último secreto de Nicholas Bethell: La entrega a Stalin de más de dos millones de rusos por Gran Bretaña y Estados Unidos (1974).
Nikolai Tolstoy describe este y otros eventos resultantes de la Conferencia de Yalta como la "Traición secreta" (cf. traición occidental), por no haberse publicado en Occidente.
Aleksander Solzhenitsyn describe la repatriación forzada de los cosacos por Winston Churchill de la siguiente manera: "Le entregó al comando soviético el cuerpo cosaco de 90.000 hombres. Junto con ellos, también entregó muchas carretas de ancianos, mujeres y niños que no quieren regresar a sus ríos cosacos nativos. Este gran héroe, monumentos a los que con el tiempo cubrirá toda Inglaterra, ordenó que ellos también se rindieran a su muerte".
William Dritschilo describió los eventos en Lienz en Lienz Cossacks, su novelización de la experiencia cosaca del siglo XX. 

### Memoriales
En Lienz, Austria, hay un cementerio de 18 lápidas que conmemora la "Tragedia del Drau". Muchas de las lápidas marcan fosas comunes con números desconocidos.

## Ficción

### Referencia en la películaGoldenEye
La trama de la película de James Bond, GoldenEye (1995) implica el resentimiento del villano Alec Trevelyan (interpretado por Sean Bean), conocido como "Janus", el hijo de "Lienz Cossacks". Janus trama la destrucción de la economía del Reino Unido debido a "la traición británica y los escuadrones de ejecución de Stalin", el último de los cuales él y su familia habían sobrevivido, pero, atormentado por la culpa del sobreviviente, su padre finalmente mató a su esposa, luego a él mismo, dejando a Janus huérfano. Bond (interpretado por Pierce Brosnan) dice de la repatriación, "No es exactamente nuestra mejor hora", aunque el jefe de la mafia rusa, Valentin Zukovsky (interpretado por Robbie Coltrane), responde que los "despiadados" cosacos "obtuvieron lo que merecían".

### Televisión
Estos eventos proporcionan el contexto histórico para el episodio de la Guerra de Foyle, "La casa rusa". 